# Winx (7. sezona)
Sedma sezona serije Winx s prikazivanjem je započela na Nickelodeonu u Aziji na dan 22. lipnja 2015. godine, a kasnije se prikazivala od 21. rujna do 3. listopada iste godine na talijanskom kanalu Rai Gulp. 
Sezona je u Hrvatskoj s prikazivanjem započela 12. listopada 2015. na hrvatskom Nickeldoeonu te 25. listopada iste godine na Novoj TV.

## Radnja
Faragonda pokazuje Winxicama i Roxy prirodni park Alfee u kojemu žive vilinske životinje iz Čarobne dimenzije, no opaka ptica grabljivica otme posljednjeg krtokopa koji se nastanio u parku. Kako bi otkrile tko je misteriozni neprijatelj i što on ili ona želi, Winxice moraju pronaći još jedenog krtokopa, a imaju samo jednu priliku za to: putovanje u prošlost uz pomoć kamenma sjećanja kojeg su dobile od Faragonde. Nakon što stignu u Alfeu iz prošlosti, Winxice susreću Kalsharu, zlu vilu koja želi uhvatiti krtokope u zamku uz pomoć svog brata Brafiliusa. Winxice ipak uspijevaju spasiti kortokope, a za taj čin zarade moć Butterflixa. Kalshara i njezin brat Brafilius love vilinske životinje jer su u potrazi za životinjom s vrhovnom moći koja će ih učiniti nepokorivima. Winxice ih moraju zaustaviti pod svaku cijenu, a dok to rade, kroz sezonu se povezuju s raznim vilinskim životinjama te odlaze u minijaturni svijet uz pomoć transformacije Tynix. 

## Hrvatska sinkronizacija
Kao i u petoj i šestoj sezoni, sinkronizaciju na hrvatski vrši NET Studio. Glavna glumačka postaje stoga ostaje nepromijenjena.

### Glavne uloge
Sljedeći glumci su navedeni pod zaslugama u odjavnoj špici 6. sezone:
- Lorena Nosić — Bloom, Naratorica
- Nina Benović — Flora
- Zrinka Antičević — Stella
- Karmen Sunčana Lovrić — Musa
- Tana Mažuranić — Tecna
- Lana Blaće — Aisha, Shiny, Critty

### Sporedne uloge
- Ana Marija Bokor — Mavilla
- Bojan Jambrošić — Nex
- Daniel Dizdar — Sky, Riven
- Goran Vrbanić — Brafilius
- Gordana Đepina — Stormy
- Iva Panić — Daphne, Kalshara
- Jadran Grubišić — Elas
- Jadranka Krištof — Flitter
- Kristina Krepela — Alyssa
- Marko Cindrić — Amarok
- Marko Jelić — Brandon
- Mima Karaula — Miele
- Mirjana Sinožić — Faragonda
- Nikica Viličić — Icy
- Nikola Marjanović — Helia
- Petra Vukelić — Darcy
- Robert Bošković — Timmy

## Epizode
Vidi još: Popis epizoda Winx Cluba
| 157. | 1.  | "Park prirode Alfeje" "The Alfea Natural Park"             | 21. rujna 2015.    | 12. listopada 2015. (Nickelodeon) 25. listopada 2015. (Nova TV) |
| Faragonda poziva Winxice da posjete park prirode Alfeje koji je utočiste svih vilinskih životinja u Magičnoj Dimenziji. Park je zaštićen štitom kroz koji mogu proći samo bića sa čarobnim moćima. No tajanstvena ptica grabljivica se uspije probiti te otima krtokopa, a zadatak Winxica je spasiti ga. |     |                                                            |                    |                                                                 |
| 158. | 2.  | "Mlade vile odrastaju" "Young Fairies Grow Up"             | 21. rujna 2015.    | 13. listopada 2015. (Nickelodeon) 1. studenoga 2015. (Nova TV)  |
| Kako bi otkrile misterij krtokopa, Winx putuju u prošlost pomoću kamena uspomena. Na njihovo iznenađenje, Alfea iz prošlosti je mjesto na kojemu vile i životinje žive zajedno, ali ne u harmoniji. Tijekom misije, Winx upoznaju Faragondu i odluče pomoći joj naći krtokopa.                            |     |                                                            |                    |                                                                 |
| 159. | 3.  | "Moć Butterflixa" "Butterflix"                             | 22. rujna 2015.    | 14. listopada 2015. (Nickelodeon) 8. studenoga 2015. (Nova TV)  |
| U Alfei iz prošlosti , nakon upijanja divlje čarolije, Kalshara i Brafilius se mijenjanju u stvorenja koja mogu mijenjati oblik i bježe. Međutim, Winx uspijevaju poraziti čudovišta i spasti krtokope. Zahvaljujući svojim junačkim postupcima, Winx dobivaju moć Butterflixa.                           |     |                                                            |                    |                                                                 |
| 160. | 4.  | "Prva boja svemira" "The First Color of the Universe"      | 22. rujna 2015.    | 15. listopada 2015. (Nickelodeon) 15. studenoga 2015. (Nova TV) |
| Koristeći kamen uspomena, Winx se teleportiraju u prapovijest u potrazi za životinjom koja posjeduje prvu boju svemira. Međutim, zločesti Brafilius je ukrao Roxyin kamen pa također može putovati u prošlost i želi preduhitriti Winx u njihovoj misiji.                                                 |     |                                                            |                    |                                                                 |
| 161. | 5.  | "Prijatelj iz prošlosti" "A Friend from the Past"          | 23. rujna 2015.    | 16. listopada 2015. (Nickelodeon) 22. studenoga 2015. (Nova TV) |
| Brafilius sada može koristiti kamen koji je ukrao Roxy kako bi putovao u prošlost, a također zna kako pronaći životinju s prvom bojom, zahvaljujući informacijama koje je slučajno dobio. |     |                                                            |                    |                                                                 |
| 162. | 6.  | "Pustolovina na Lynphei" "Adventure on Lynphea"            | 23. rujna 2015.    | 19. listopada 2015. (Nickelodeon) 29. studenoga 2015. (Nova TV) |
| Roxy zove Winx u svoju sobu u Alfei jer zna da su vukovi na Linphei u opasnosti. Vile odlaze na Florin rodni planet i upoznaju njezine roditelje koji se brinu za sva dva vuka. |     |                                                            |                    |                                                                 |
| 163. | 7.  | "Čuvaj se vuka" "Beware of the Wolf"                       | 24. rujna 2015.    | 20. listopada 2015. (Nickelodeon) 6. prosinca 2015. (Nova TV)   |
| 164. | 8.  | "U srednjem vijeku" "Back in the Middle Ages"              | 24. rujna 2015.    | 21. listopada 2015. (Nickelodeon) 13. prosinca 2015. (Nova TV)  |
| 165. | 9.  | "Vilinska maca" "The Fairy Cat"                            | 25. rujna 2015.    | 22. listopada 2015. (Nickelodeon) 20. prosinca 2015. (Nova TV)  |
| 166. | 10. | "Winx u zamci" "Winx, Trapped!"                            | 25. rujna 2015.    | 23. listopada 2015. (Nickelodeon) 27. prosinca 2015. (Nova TV)  |
| 167. | 11. | "Misija u džungli" "Mission in the Jungle"                 | 26. rujna 2015.    | 26. listopada 2015. (Nickelodeon) 3. siječnja 2016. (Nova TV)   |
| 168. | 12. | "Vilinska životinja za Tecnu" "A Fairy Animal for Tecna"   | 26. rujna 2015.    | 27. listopada 2015. (Nickelodeon) 10. siječnja 2016. (Nova TV)  |
| 169. | 13. | "Tajna jednoroga" "The Unicorn's Secret"                   | 27. rujna 2015.    | 28. listopada 2015. (Nickelodeon) 17. siječnja 2016. (Nova TV)  |
| 170. | 14. | "Tranformacija Tynixa" "Tynix Transformation"              | 27. rujna 2015.    | 24. siječnja 2016. (Nova TV)                                    |
| 171. | 15. | "Čarobno kamenje" "The Magic Stones"                       | 28. rujna 2015.    | 31. siječnja 2016. (Nova TV)                                    |
| 172. | 16. | "Povratak u Rajski zaljev" "Back to Paradise Bay"          | 28. rujna 2015.    | 7. veljače 2016. (Nova TV)                                      |
| 173. | 17. | "Nestali u kapljici" "Lost in a Droplet"                   | 29. rujna 2015.    | 14. veljače 2016. (Nova TV)                                     |
| 174. | 18. | "Dan banana" "Banana Day"                                  | 29. rujna 2015.    | 21. veljače 2016. (Nova TV)                                     |
| 175. | 19. | "Duga Magixa" "The Magix Rainbow"                          | 30. rujna 2015.    | 28. veljače 2016. (Nova TV)                                     |
| 176. | 20. | "Male Winx" "Baby Winx"                                    | 30. rujna 2015.    | 6. ožujka 2016. (Nova TV)                                       |
| 177. | 21. | "Ludi, ludi svijet" "It's a Crazy, Crazy World"            | 1. listopada 2015. | 13. ožujka 2016. (Nova TV)                                      |
| 178. | 22. | "Kraljevstvo dijamanata" "The Kingdom of Diamonds"         | 1. listopada 2015. | 20. ožujka 2016. (Nova TV)                                      |
| 179. | 23. | "Tajna Alfeje" "The Secret of Alfea"                       | 2. listopada 2015. | 27. ožujka 2016. (Nova TV)                                      |
| 180. | 24. | "Zlatna leptirica" "The Golden Butterfly"                  | 2. listopada 2015. | 3. travnja 2016. (Nova TV)                                      |
| 181. | 25. | "Nova čarobna harmonija" "New Magic Harmony"               | 3. listopada 2015. | 10. travnja 2016. (Nova TV)                                     |
| 182. | 26. | "Moć vilinskih životinja" "The Power of the Fairy Animals" | 3. listopada 2015. | 17. travnja 2016. (Nova TV)                                     |